# Чемпионат мира по конькобежному спорту на отдельных дистанциях 2024 — командный спринт (мужчины)
Соревнования в командном спринте среди мужчин на чемпионате мира по конькобежному спорту на отдельных дистанциях 2024 года прошли 15 февраля на катке «Олимпийский овал Калгари», Калгари, Канада.

## Результаты
| Место | Страна                                                              | Время         | Отставание |
| ----- | ------------------------------------------------------------------- | ------------- | ---------- |
| 1     | Канада · Лоран Дюбрёй · Антуан Желина-Больё · Андерс Джонсон        | 1.17,17(3) WR |            |
| 2     | Нидерланды · Янно Ботман · Еннинг де Бо · Тим Принс                 | 1.17,17(5)    | +0,00      |
| 3     | Норвегия · Ховар Лорентсен · Бьёрн Магнуссен · Хенрик Фагерли Рукке | 1.17,31       | +0,14      |
| 4     | Китай · Дэн Чжихань · Ду Хаонань · Нин Чжунянь                      | 1.17,32       | +0,15      |
| 5     | Польша · Марек Каниа · Пётр Михальский · Дамиан Журек               | 1.17,37       | +0,20      |
| 6     | США · Остин Клеба · Купер Маклеод · Зах Стоппелмор                  | 1.17,40       | +0,23      |
| 7     | Германия · Мориц Кляйн · Штефан Эмеле · Хендрик Домбек              | 1.18,80       | +1,63      |
| 8     | Республика Корея · Ким Джун Хо · Ким Тхэ Юн · Чо Сан Хёк            | 1.19,61       | +2,44      |